# Guizengeard
Guizengeard ist eine westfranzösische Gemeinde mit 165 Einwohnern (Stand: 1. Januar 2022) im Département Charente in der Region Nouvelle-Aquitaine (vor 2016 Poitou-Charentes). Sie gehört zum Arrondissement Cognac und zum Kanton Charente-Sud. Die Einwohner werden Guizengeardais genannt.

## Lage
Guizengeard liegt etwa 41 Kilometer südsüdwestlich von Angoulême. Umgeben wird Guizengeard von den Nachbargemeinden Boisbreteau im Westen und Norden, Oriolles im Norden, Chillac im Norden und Nordosten, Passirac im Nordosten, Brossac im Osten, Saint-Vallier im Osten und Südosten, Boresse-et-Martron im Süden, Neuvicq im Südwesten sowie Chevanceaux im Südwesten und Westen.

## Bevölkerungsentwicklung
| Jahr                       | 1962 | 1968 | 1975 | 1982 | 1990 | 1999 | 2006 | 2019 |
| Einwohner                  | 223  | 235  | 213  | 202  | 168  | 155  | 168  | 165  |
| Quellen: Cassini und INSEE |      |      |      |      |      |      |      |      |

## Sehenswürdigkeiten
- Kirche Saint-Jean-Baptiste aus dem 12. Jahrhundert, frühere Kommende des Tempelritterordens, Monument historique
- Haus Durfort aus dem 17. Jahrhundert

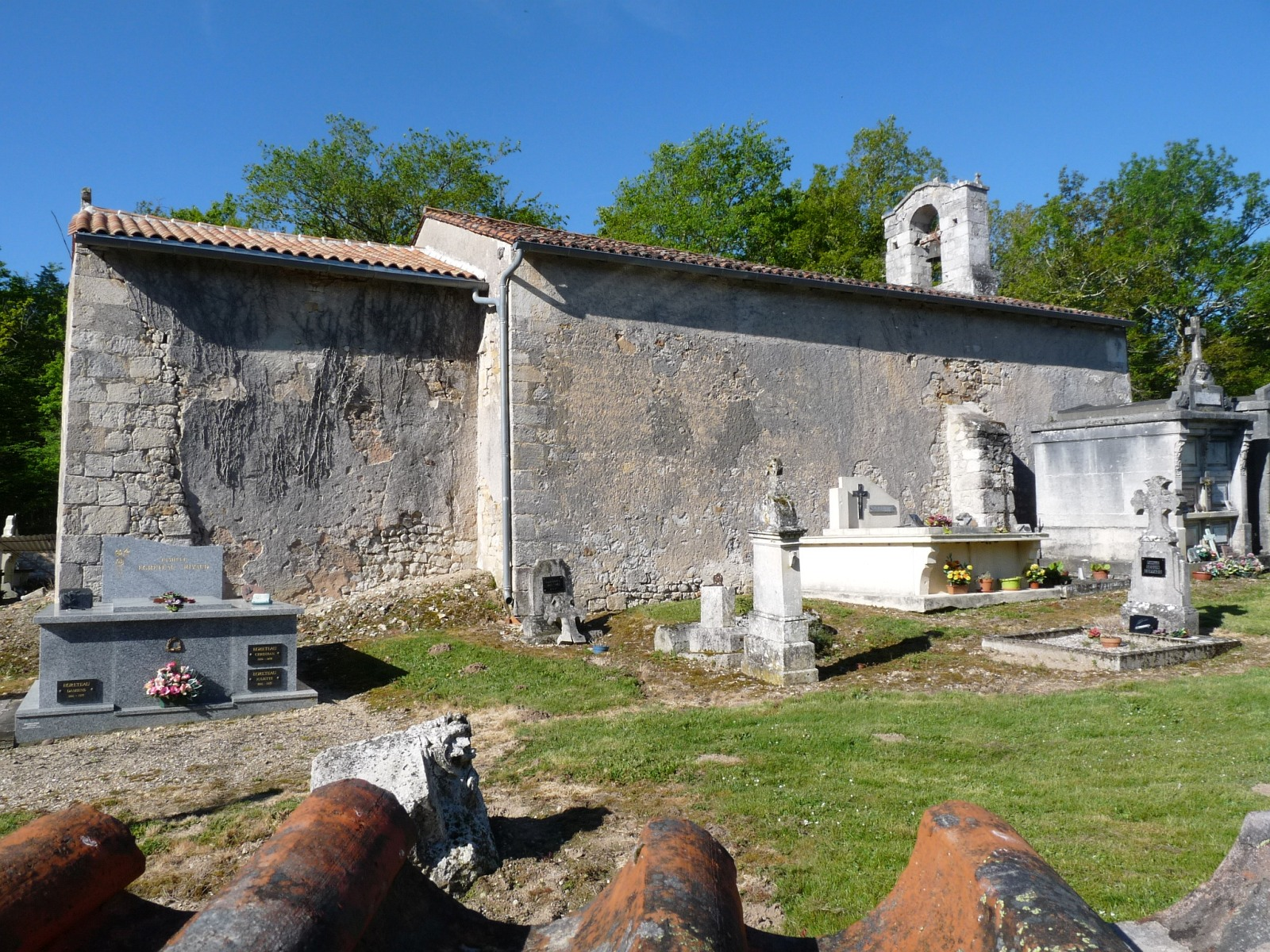
Kirche Saint-Jean-Baptiste

- Safaripark